# Желимир Орешковић
Желимир Орешковић (Загреб, 8. јануар 1938) је југословенски и хрватски позоришни редитељ.

## Биографија
Четврту мушку гимназију завршио је у Загребу 1956. Студирао је југословенску књижевност и филозофију на Филозофском факултету Свеучилишта у Загребу, где је дипломирао филозофију 1962.
У класи проф. др Хуга Клајна, дипломирао је позоришну режију на београдској Академији за позориште, филм, радио и телевизију 1964. године.
Студијски је боравио у Пољској 1967/68, где је асистирао редитељима попут Ј. Гротовскога и Х. Томасзевскога.
Током студија режирао је неколико запажених представа у ДАДОВ-у (Стриптиз, На пучини и Карол).
Као драмски редитељ професионални рад је започео 1. септембра 1963. у НП у Тузли, где је режирао своју дипломску представу Арсеник и старе чипке Џозефа Кесерлинга.
Режирао је у неколико позоришта бивше Југославије: Београду, Тузли, Мостару, Сарајеву, Загребу, Дубровнику, Марибору Новом Саду, Сомбору.
Био је у сталном радном односу као редитељ Српског народног позоришта 1. IX 1970. и остао до 31. VIII 1974. као и Београдског драмског позоришта у периоду од 1. IX 1974. до 21. XII  1978.
Он је режирао неколико радио драма и ТВ филм Казалишни живот или смрт.

## Награде
- Прва награда за режију Удружења драмских уметника Босне и Херцеговине[1]
- За представу Родољупци  Ј. П. Стерије добио награду за режију на Сусрету војвођанских позоришта и Награду за режију „Бојан Ступица“ (1972)[1]
- Златни венац за режију на Фестивалу малих и експерименталних сцена Југославије у Сарајеву, 1968.[1]
- За представе СНП Адам и берберин Јакова Игњатовића и Да ли је могуће, другови, да смо сви ми волови Ј. Кесара добио је награде за режију на Сусретима војвођанских позоришта 1970. и 1971.[1]

## Одабрана театрографија
- Резервиста[1]
- Школа за жене[1]
- Адам и берберин[1]
- Све због баште[1]
- Симпозијум или О љубави[1]
- Хоризонтално и вертикално[1]
- Да ли је могуће другови, да смо сви ми волови[1]
- Хамлет[1]
- Награжденије и наказаније[1]
- Вучјак[1]
- Др[1]
- Народни непријатељ[1]
- Господа и другови[1]
- Слуга двају господара[1]
- Родољупци[1]
- Смртоносна мотористика[1]